# Confederación Atlética del Uruguay
La Confederación Atlética del Uruguay (CAU) es una asociación civil de carácter deportivo.
Ubicado en la Casa de los Deportes Artigas, calle Canelones 982 en Montevideo.
Es la máxima entidad representativa que rige los deportes atléticos en la República Oriental del Uruguay.

## Historia
El 1° de marzo de 1918 fue fundada la Federación Atlética del Uruguay, que luego, por resolución de la Asamblea General del 23 de mayo de 1938, paso a denominarse Confederación Atlética del Uruguay.
Se rige por las reglas de la Asociación Internacional de Federaciones de Atletismo (IAAF), de la Confederación Sudamericana de Atletismo (ConSudAtle) y sus propios Estatutos y Reglamentos.
Su presidente actual es el contador Marcos Melazzi.

## Afiliaciones
Esta confederación está afiliada a las siguientes organizaciones internacionales:
- Asociación Internacional de Federaciones de Atletismo
- Confederación Sudamericana de Atletismo (CONSUDATLE)
- Asociación Panamericana de Atletismo
- Asociación Iberoamericana de Atletismo
- Asociación de Maratones Internacionales y Carreras de Distancia
- Asociación Internacional de Trail Running
- Asociación Internacional de Ultrarunners

### Instituciones afiliadas
Clubes
- Águilas Running Uruguay
- Club Atlético Atenas
- Club Atlético Peñarol
- Club Unión Atlética
- Club Nacional de Football
- Defensor Sporting Club
- Club Isaac de León
- Deutsche Klub
- POA
- SACUDE

Federaciones del interior
- Federación Atlética de Artigas
- Federación Atlética de Canelones
- Federación Atlética de Durazno
- Federación Atlética de Lavalleja
- Federación Atlética de Maldonado
- Federación Atlética de Paysandú
- Federación Atlética de Río Negro
- Federación Atlética de San José
- Federación Atlética de Soriano
- Federación Atlética de Tranqueras
- Federación de Atletismo de Colonia
- Federación Olimareña de Atletismo